# Chōjū-jinbutsu-giga

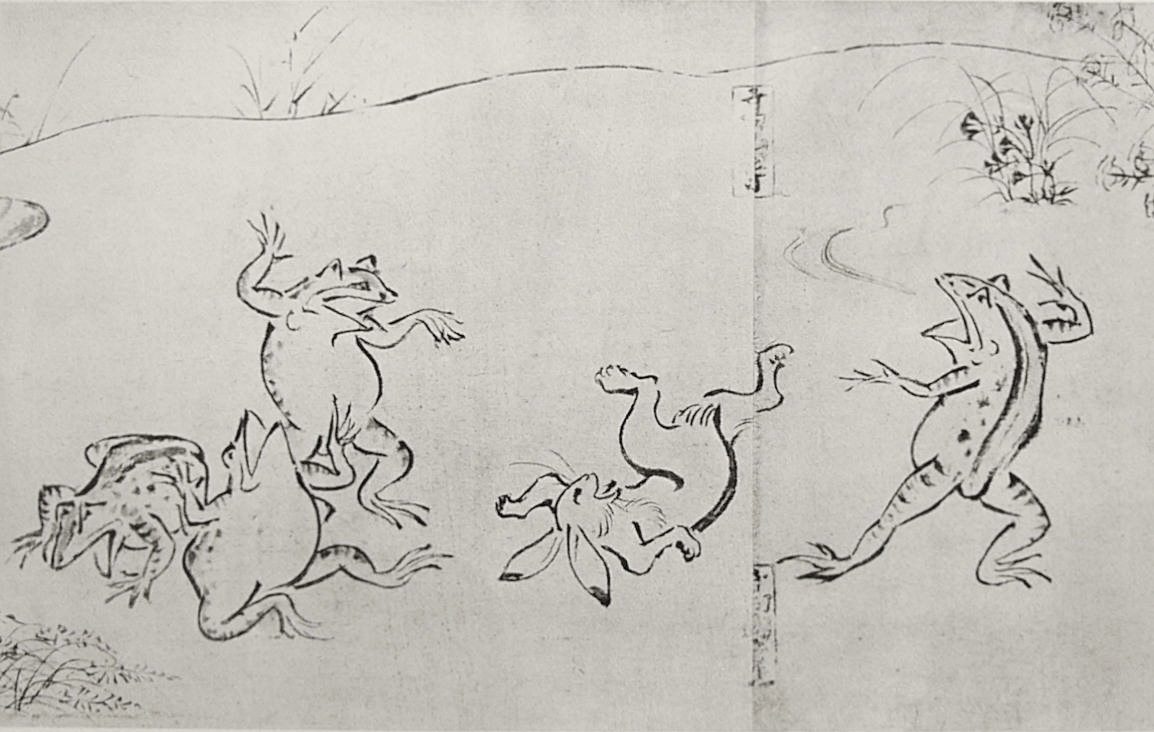

Il Chōjū-jinbutsu-giga (鳥獣人物戯画? lett. "Caricature di animali e persone"), spesso abbreviato in Chōjū-giga (鳥獣戯画? lett. "Caricature di animali"), è un set di quattro rotoli dipinti (emakimono) appartenenti al tempio Kōzan-ji di Kyoto, Giappone. Questi rotoli sono considerati uno dei primi esempi di narrazione visiva giapponese e sono spesso citati come precursori del manga moderno. Sebbene si pensi che il monaco Toba Sōjō possa aver creato i rotoli, l'analisi stilistica suggerisce che vi abbiano lavorato più artisti. Attualmente, i rotoli originali sono custoditi nei musei nazionali di Kyoto e Tokyo, mentre al tempio Kōzan-ji sono esposte riproduzioni.

## Contenuto e caratteristiche
I rotoli del Chōjū-jinbutsu-giga sono realizzati in uno stile monocromatico lineare e sono privi di testo, una caratteristica insolita per gli emakimono, che spesso includono narrazioni calligrafiche accanto alle immagini. La lettura dei rotoli avviene da destra verso sinistra.
Il primo rotolo, il più famoso, rappresenta animali antropomorfi come rane, conigli e scimmie che si comportano come esseri umani. Le scene includono:
- Conigli e scimmie che fanno il bagno e si preparano per una cerimonia;
- Una scimmia ladra che scappa con un bastone mentre un gruppo di animali si raduna;
- Animali che partecipano a un funerale e una rana che prega il Buddha.

Gli altri rotoli presentano scene di giochi, combattimenti e rituali, spesso con intenti satirici nei confronti dei monaci e della nobiltà del periodo.

### Importanza culturale ed eredità
I rotoli del Chōjū-jinbutsu-giga, risalenti al XII e XIII secolo, sono considerati da molti i "primi manga" per l'uso di tecniche innovative come le linee di velocità e le espressioni facciali esagerate. Essi si distinguono anche per la loro composizione dinamica: l'uso equilibrato dello spazio vuoto, le pennellate variabili e asimmetriche trasmettono movimento e azione, creando un tono umoristico e giocoso. Questi elementi tecnici, uniti alla raffigurazione satirica sulle pratiche religiose e politiche dell'epoca Fujiwara, rendono i rotoli un'opera unica. L'eredità dei Chōjū-jinbutsu-giga è evidente nel manga moderno, nella tradizione delle stampe ukiyo-e e nell'animazione giapponese.